# Elviro Ordiales Oroz
Elviro Ordiales Oroz (f. 1936) fue un militar español. Durante el periodo de la Segunda República desempeñó diversos puestos, llegando a ser director general de Prisiones. Fue asesinado, víctima de la represión en la zona republicana, al comienzo de la Guerra civil.

## Biografía
Militar profesional, pertenecía al cuerpo de intendencia. Llegó a alcanzar el rango de capitán. Al comienzo de la Segunda República formó parte del «gabinete militar» que asesoró al presidente Manuel Azaña en la reforma militar.
En 1933 fue nombrado gobernador civil de Zaragoza. En diciembre hubo de hacer frente a la insurrección anarquista que comenzó en la capital aragonesa y que se extendería a otros puntos de España. El día 8 ordenó la clausura de los locales de la CNT-FAI, declarando ilegal la huelga convocada por los anarcosindicalistas. En unos días lograría controlar la situación, a pesar de que se produjeron algunos muertos. Su actuación sería muy felicitada por la población zaragozana.
Posteriormente fue nombrado director general de Prisiones, cargo que ejercería entre junio y noviembre de 1934. Durante ese periodo tuvieron lugar los hechos revolucionaros de octubre de 1934, que terminarían con varios miles de personas encarceladas.
Tras el estallido de la Guerra civil fue puesto bajo custodia por las autoridades republicanas. El 22 de agosto de 1936 fue fusilado por milicianos anarquistas en la matanza de la cárcel Modelo de Madrid.